# Columbari de Montcortès
El Columbari de Montcortès és una obra de Montcortès, al municipi dels Plans de Sió (Segarra), inclosa a l'Inventari del Patrimoni Arquitectònic de Catalunya.

## Descripció
Es tracta d'un columbari situat a la rodalia de Montcortès, damunt un tossal anivellat per la continuada neutralització de l'agricultura. S'hi observa l'existència d'una sèrie de fornícules excavades a la roca d'arenisca, on en època romana es col·locaven les urnes funeràries que contenien les cendres dels difunts. Les seves dimensions són de 50 x 50 cm i 60 cm de profunditat.